# San Diego Open 2025
Il San Diego Open 2025 è stato un torneo maschile di tennis professionistico. È stata la 1ª edizione del torneo, facente parte della categoria Challenger 100 nell'ambito dell'ATP Challenger Tour 2025, con un montepremi di 160 000 $. Si è giocato dal 24 febbraio al 2 marzo 2025 sui campi in cemento del Barnes Tennis Center di San Diego, negli Stati Uniti.

## Partecipanti

### Teste di serie
| Nazionalità | Giocatore          | Ranking* | Testa di serie |
| ----------- | ------------------ | -------- | -------------- |
| Francia     | Arthur Cazaux      | 100      | 1              |
| Stati Uniti | Tristan Boyer      | 109      | 2              |
| Germania    | Dominik Koepfer    | 113      | 3              |
| Stati Uniti | Mackenzie McDonald | 115      | 4              |
| Polonia     | Kamil Majchrzak    | 116      | 5              |
| Giappone    | Tarō Daniel        | 117      | 6              |
| Stati Uniti | Mitchell Krueger   | 140      | 7              |
| Stati Uniti | Ethan Quinn        | 144      | 8              |

* Ranking al 17 febbraio 2025.

### Altri partecipanti
I seguenti giocatori hanno ricevuto una wild card per il tabellone principale:
- Tristan Boyer
- Jenson Brooksby
- Trevor Svajda

Il seguente giocatore è entrato in tabellone come alternate:
- Govind Nanda

I seguenti giocatori sono passati dalle qualificazioni:
- Alex Hernández
- Blaise Bicknell
- Alex Rybakov
- Rohan Murali
- Andres Martin
- Alfredo Perez

Il seguente giocatore è entrato in tabellone come lucky loser:
- Stefan Dostanic

## Punti e montepremi
| Torneo    | Torneo              | V      | F      | SF    | QF    | 2T    | 1T    | Q | Q2  | Q1  |
| Singolare | Punti               | 100    | 50     | 25    | 14    | 7     | 0     | 4 | 2   | 0   |
| Singolare | Premi in denaro ($) | 17 650 | 10 380 | 6 140 | 3 570 | 2 105 | 1 270 | – | 635 | 320 |
| Doppio    | Punti               | 100    | 50     | 25    | 14    | –     | 0     | – | –   | –   |
| Doppio    | Premi in denaro ($) | 7 590  | 4 400  | 2 645 | 1 570 | –     | 880   | – | –   | –   |

## Campioni

### Singolare
Eliot Spizzirri ha sconfitto in finale  Mackenzie McDonald con il punteggio di 6–4, 2–6, 6–4

### Doppio
Eliot Spizzirri /  Tyler Zink hanno sconfitto in finale  Juan José Bianchi /  Noah Zamora con il punteggio di 6(3)–7, 7–6(4), [10–8].